# Elaphoglossum foldatsii
Elaphoglossum foldatsii är en träjonväxtart som beskrevs av Volkmar Vareschi.
Elaphoglossum foldatsii ingår i släktet Elaphoglossum och familjen Dryopteridaceae. Inga underarter finns listade i Catalogue of Life.